# Van Delft (familie)
Van Delft is een Zuid-Nederlandse adellijke familie.

## Geschiedenis
In 1762 verleende keizerin Maria Theresia erfelijke adel aan Jean-Baptiste van Delft (1709-1777).

## Genealogie
- Jean-Baptiste Joseph van Delft (hierboven), x Jeanne de Coninck
  - Joseph van Delft (1741-1805), x Marie-Isabelle van der Aa (1743-1815)
    - Joseph van Delft (zie hierna)
    - Jean-Paul van Delft (zie hierna)

  - Jean-Baptiste van Delft (1745-1782), x Marie-Josèphe de Neuf
    - Louis-Balthazar van Delft (zie hierna)

## Joseph van Delft
- Joseph Gaspar van Delft (Antwerpen, 10 november 1775 - Berendrecht, 9 januari 1845), grootaalmoezenier van Antwerpen werd in 1822 erkend in de erfelijke adel van het Verenigd Koninkrijk der Nederlanden. Hij trouwde met Marie-Anne Lunden (1770-1838) en ze hadden zeven kinderen.
  - Charles-Joseph van Delft (1806-1879), x Florence Huet (1812-1861). Ze kregen acht kinderen.
    - Emile van Delft (1834-1917), x Nelly Baré (1847-1904), met afstammelingen tot heden.
    - Louis van Delft (1854-1926), x Céline van Wickevoort Crommelin (1865-1936).
      - Charles-Edouard van Delft (1889-1946), x Jeanne Bosschaert de Bouwel (1891-1955).
        - Jacques van Delft (1915-1944), x Solange Coppieters de ter Zaele (1922- ). Hij werd door terugtrekkende Duitse troepen vermoord in de bossen van Sint-Andries. Met afstammelingen tot heden.

  - Augustin van Delft (1811-1880), burgemeester van Berendrecht, x Delphine Bosquet (1831-1905). Met afstammelingen tot heden.

## Jean-Paul van Delft
Jean-Paul van Delft (Antwerpen, 4 november 1781 - 27 juni 1839), grootaalmoezenier van Antwerpen, werd in 1826 erkend in de erfelijke adel. Hij trouwde met Marie-Thérèse van der Aa (1778-1820) en trad in tweede huwelijk met Françoise Geelhand (1799-1875). Beide huwelijken bleven kinderloos en de familietak was bij zijn dood uitgedoofd.

## Louis-Balthazar van Delft
- Louis-Balthazar van Delft (Antwerpen, 27 december 1780 - 17 november 1853), zoon van de Antwerpse grootaalmoezenier Jean-Baptiste van Delft en van Marie-Jacqueline de Neuf, werd in 1826 erkend in de erfelijke adel. Hij trouwde met Hélène van der Aa (1784-1828). Ze hadden vijf kinderen.
  - Eugène van Delft (1814-1877), senator, x Françoise Geelhand. Het echtpaar bleef kinderloos.
  - Alphonse van Delft (1817-1894), x Delia Guyot (1828-1898). Ze hadden vijf kinderen.
    - Léon van Delft (1845-1926), x gravin Clémence Le Grelle (1855-1932).
      - Marcel van Delft (1895-1965), x Marie Busselen (1895-1979). Ze bleven kinderloos, met de uitdoving van deze familietak tot gevolg.